# Jumilla
Jumilla é um município da Espanha na província e comunidade autónoma de Múrcia. Tem 972 km² de área e em 2021 tinha 26 234 habitantes (densidade: 27 hab./km²).

## Demografia
| Variação demográfica do município entre 1991 e 2004 | Variação demográfica do município entre 1991 e 2004 | Variação demográfica do município entre 1991 e 2004 | Variação demográfica do município entre 1991 e 2004 |
| --------------------------------------------------- | --------------------------------------------------- | --------------------------------------------------- | --------------------------------------------------- |
| 1991                                                | 1996                                                | 2001                                                | 2004                                                |
| 20092                                               | 20439                                               | 22113                                               | 23958                                               |